# حسن أشجاري
حسن أشجاري (بالفارسية: حسن اشجاری)، من مواليد 18 فبراير 1979، هو لاعب كرة قدم إيراني سابق، بدأ مسيرته مع نادي ملوان سنة 2005، واعتزل عن اللعب نهائياً سنة 2017، وكان يلعب بمركز الدفاع.